# Дончо Мицков
Дончо Арсов Мицков е български революционер, четник, деец на Вътрешната македоно-одринска революционна организация.

## Биография
Дончо Мицков е роден в кичевското село Подвис, тогава в Османската империя, днес в Северна Македония, в семейството на Арсо Мицков. Влиза в четата на Ичко Димитров в 1912 година.
При избухването на Балканската война в 1912 година е доброволец в Македоно-одринското опълчение, в 1 рота на 15 щипсйа дружина.
Участва в Първата световна война като младши подофицер в Единадесета пехотна македонска дивизия. Награден е с орден „За храброст“, III степен.